# СРСР на пісенному конкурсі Євробачення
Союз Радянських Соціалістичних Республік не входив до Європейської мовної спілки та ніколи не брав участі в конкурсі пісні Євробачення, лише зробив спробу наприкінці 1980-x років.

## Історія
У 2009 році, під час проведення Євробачення у Москві колишній співробітник Міністерства освіти РРФСР Едуард Фомін розповів про ідею участі СРСР у конкурсі. За його словами, колишній міністр освіти СРСР Георгій Веселов запропонував керівництву СРСР взяти участь у конкурсі Євробачення ще у 1987 році, в рамках політичних реформ, з якими виступав президент Радянського Союзу Михайло Горбачов. Веселов вважав, що перемога в конкурсі вплине на відносини між Радянським Союзом і капіталістичними країнами Заходу. Як перший учасник від СРСР був запропонований Валерій Леонтьєв, проте ідея Веселова не була підтримана ані КПРС, ані самим Горбачовим, який вважав це надто радикальним кроком.
У 1987 році конкурс був показаний в ефірі першої програми ЦТ, але не в прямому ефірі та без голосування.
У 1989 році Євробачення вперше транслювалося на ЦТ в прямому ефірі (без голосування). Функції коментатора виконував перекладач, який переказував те, що говорили ведучі конкурсу.
У 1990 і 1991 роках Євробачення було показано на ЦТ повністю (включно з голосуванням), а коментування радянських кореспондентів відбувалося з місця проведення конкурсу — Загребу та Риму.
| Рік  | Місце проведення | Виконавець       | Назва пісні    | Фінал             | Бали              | ПФ                | Бали              |
| ---- | ---------------- | ---------------- | -------------- | ----------------- | ----------------- | ----------------- | ----------------- |
| 1987 | Брюссель         | Валерій Леонтьєв | «Белая ворона» | заявка була знята | заявка була знята | заявка була знята | заявка була знята |

## Після розпаду СРСР
- Після розпаду СРСР десять колишніх республік ( Азербайджан,  Білорусь,  Вірменія,  Грузія,  Естонія,  Латвія,  Литва,  Молдова,  Росія,  Україна), взяли участь у конкурсі самостійно.
- 5 країн змогли перемогти на конкурсі та провести Євробачення у себе:  Естонія (2001),  Латвія (2002),  Україна (перша перемога у 2004),  Росія (2008),  Азербайджан (2011).
- Україна стала першою пострадянською країною, яка перемогла на конкурсі тричі (2004, 2016 та 2022) та єдиною, яка перемагала більше одного разу.

## Див.також
- Пісенний конкурс Євробачення 2017
- Казахстан на пісенному конкурсі Євробачення